# William Oscar Jules Moser
William Oscar Jules Moser, genannt Willy Moser, meist W. O. J. Moser zitiert, (* 5. Januar 1927 in Winnipeg; † 28. Januar 2009 in Montreal) war ein kanadischer Mathematiker, der sich mit kombinatorischer Geometrie und Gruppentheorie befasste.

## Leben
Moser war Sohn österreichischer Emigranten, die vor seiner Geburt in den 1920er Jahren nach Kanada einwanderten. Er studierte Mathematik an der University of Manitoba mit dem Bachelor-Abschluss 1949 und an der University of Minnesota mit dem Master-Abschluss 1951. Danach ging er an die University of Toronto, wo er 1957 bei H. S. M. Coxeter promoviert wurde. Aus Teilen der Dissertation entstand das gemeinsame Buch mit Coxeter über kombinatorische Gruppentheorie. 1955 wurde er Instructor und 1957 Assistant Professor an der University of Saskatchewan. 1959 wurde er Associate Professor an der University of Manitoba und 1964 an der McGill University, wo er 1966 Professor wurde und 1997 emeritiert wurde.
Mit Coxeter schrieb er ein Standardwerk über kombinatorische Gruppentheorie und er veröffentlichte mehrere Bücher über Probleme der diskreten Geometrie. Er befasste sich unter anderem mit dem Themenkreis des Satzes von Sylvester und Gallai. Mit Leroy Milton Kelly bewies er 1958, dass in einer ebene Anordnung von n Punkten ({\displaystyle n\geq 3}), die nicht alle kollinear sind, mindestens {\displaystyle 3\lfloor n/7\rfloor } Geraden gibt, die genau 2 Punkte enthalten (und dass dies für n=7 auch die obere Schranke ist). Eine unbewiesene Vermutung von Gabriel Andrew Dirac besagt, dass es mindestens {\displaystyle \lfloor n/2\rfloor } Geraden sind.
Sein Bruder Leo Moser war auch Mathematiker.
1973 bis 1975 war er Präsident der Canadian Mathematical Society, deren Distinguished Service Award er 2003 erhielt. 1961 bis 1970 war er Herausgeber des Canadian Mathematical Bulletin und 1981 bis 1984 Associate Editor des Canadian Journal of Mathematics.

## Schriften
- mit Coxeter: Generators and relations for discrete groups, Springer Verlag 1957, 4. Auflage 1980
- mit Peter Brass, Janos Pach: Research problems in discrete geometry, Springer 2005
- Problems on extremal properties of a finite set of points, Annals of the New York Academy of Sciences, Band 440, 1985, S. 52–64.
- mit Peter Borwein: A survey of Sylvester’s problem and its generalizations, Aequationes Mathematicae, Band 40, 1990, S. 111–135.
- On the relative widths of coverings by convex bodies, Canadian Mathematical Bulletin, Band 1, 1958, S. 154.
- Abstract definitions for the Mathieu groups {\displaystyle M_{11}} and {\displaystyle M_{12}}, Canadian Mathematical Bulletin, Band 2, 1959, S. 9–13.